# Xeromelissa rosie
Xeromelissa rosie là một loài Hymenoptera trong họ Colletidae. Loài này được Toro & Packer mô tả khoa học năm 2001.